# Ar-pi-uck-i
Pour les articles homonymes, voir Sam Jones, Samuel Jones (homonymie) et Jones.
Ar-pi-uck-i, de son nom mvskoke, dit aussi Sam Jones, dont on admet généralement qu'il est né en 1760 en Géorgie actuelle et mort, peut-être centenaire, en 1860 en Floride, était un important chef spirituel (à la fois alektca, ou « homme médecine », et chef de guerre) des Miccosukees (une tribu séminole muskogee du sud-ouest des États-Unis d'aujourd'hui).
L'écriture de son nom est variable, il est cité dans certains ouvrages comme : Aripeka,,, Aripeika, Opoica, Arpeika, Abiaka, Apiaka, Apeiaka, Appiaca, Appiacca, Apayaka Hadjo (Crotale fou). Le nom vient du mot en langue mvskokee « abihka ».
Ar-pi-uck-i fut le seul chef creek, séminole, ou miccosukee, à avoir défié avec succès le gouvernement américain et refusé la déportation de son peuple vers le Territoire indien à l'ouest du Mississippi. Son influence lors de la seconde guerre séminole (1835-1842, infra) permit que demeurât une présence permanente des peuples premiers américains en Floride.

## Les traités
Les traités avec les États-Unis dont Ar-pi-uck-i est signataire sont celui de Payne's Landing (Treaty with the Seminole, 1832, officiellement), du 9 mai 1832, puis celui de Fort Gibson, sur l'Arkansas (officiellement : Treaty with the Seminole, 1833) du 28 mars 1833, signé par procuration par Tokose Mathla (aussi connu sous les noms de Tuko-See-Mathla voire John Hicks), pour Ar-pi-uck-i visitant alors les terres destinées à la réinstallation de son peuple dans le Territoire indien. Ces signatures sont obtenues par la force ou sous la menace, car Ar-pi-uck-i est opposé à la déportation.

## Seconde guerre séminole (1835-1842)
Malgré son âge avancé (plus de 70 ans lors du début du conflit), la présence d'Ar-pi-uck-i lors d'importantes batailles de la seconde guerre séminole est attestée. À celle du lac Okeechobee (25 décembre 1837), avec les chefs Alligator et Coacoochee, il conduit quelque 400 guerriers face aux troupes du colonel Taylor composées de plus de 800 hommes. Seule une douzaine de Séminoles sont tués lors de l'engagement mais les Américains perdent eux 26 soldats et dénombrent 112 blessés. Les troupes séminoles font ensuite mouvement vers les marais, où Taylor et ses hommes n'osent les poursuivre. Les Américains célèbrent cependant la bataille du lac Okeechobee comme une grande victoire de leur armée, elle vaut même à Taylor sa promotion au grade de général de brigade en janvier 1838.
Le lieutenant Levin M. Powell, de la US Navy, à la tête d'une force mixte composée d'environ 80 marins, artilleurs et fantassins, est envoyé par le général Jesup explorer le bras sud-ouest de la Loxahatchee River, afin d'en déloger les Séminoles et les contraindre à faire mouvement vers le sud. Le 15 janvier 1838, le détachement américain engage Ar-pi-uck-i et ses guerriers. Powell perd cinq hommes et en dénombre vingt-deux autres blessés.
Le 22 mars 1838, Ar-pi-uck-i, à la tête d'un nombre inconnu de guerriers séminoles, est attaqué par une troupe composée de 223 volontaires de la milice du Tennessee et de 38 hommes des troupes régulières de l'armée américaine, conduites par le major William Lauderdale. Lors de la bataille dite de Pine Island Ridge, les troupes américaines sont contraintes d'attaquer l'île alors que les hommes ont de l'eau jusqu'à la ceinture et que les Séminoles installés sur l'île ouvrent le feu, et c'est une nouvelle victoire des Séminoles. Cette attaque fut décidée par mesure de rétorsion à la suite du « massacre » de la famille Cooley, le 6 janvier 1836, par une vingtaine de Séminoles qui attaquèrent la demeure de William Cooley située dans la colonie dite de New River, à une douzaine de kilomètres de Pine Island Ridge. Madame Cooley, ses enfants et Joseph Flinton, le précepteur des enfants, sont tués ; Cooley, lui, survit à l'attaque. Les Séminoles pillent et brûlent ensuite la ferme des Cooley, mais n'attaquent pas les autres résidents de New River.
En 1841, une année avant la fin de cette guerre, Ar-pi-uck-i occupe la région située à l'embouchure de la Kissimmee et la rive est du lac Okeechobee.

## Après guerre
Ar-pi-uck-i, après la troisième guerre séminole de 1855 à 1858, s'installa dans le Big Cypress Swamp (« marais du grand cyprès ») qui deviendra la réserve nationale de Big Cypress. Il semble qu'il était alors entouré d'un groupe de dix-sept guerriers, ainsi que de nombreuses femmes et enfants. Il ne joua pas de rôle important lors de cette dernière guerre en raison de son grand âge.

## Hommages posthumes
- Une sculpture représentant Ar-pi-uck-i conduisant femmes et enfants à l'abri, ainsi qu'une exposition consacrée à Ar-pi-uck-i (Sam Jones, Abiaka), se trouve dans le Tree Tops Park de Pine Island Ridge. Une copie de cette sculpture est également exposée au Ah-Tah-Thi-Ki Museum de la réserve indienne de Big Cypress.
- Aripeka, dans le comté de Pasco[22] – localité nommée en l'honneur de Ar-pi-uck-i.
- Son nom apparaît dans un poème de James Ryder Randall de 1859, sous la forme Arpeik[23].
- Le Ah-Tha-Thi-Ki (en français : « pour apprendre »), muséum de la réserve séminole de Big Cypress Reservation, est situé près du lieu présumé de la sépulture d'Abiaca.

## Sources
- (en) Joshua Reed Giddings, The exiles of Florida, or the crimes committed by our government against the Maroons: who fled from South Carolina and other slave states, seeking protection under Spanish law, Columbus, Ohio: Follett, Foster and Co., 1858.
- (en) Harvey Markowitz et McCrea Adams, « Arpeika » dans American Indian biographies, Pasadena, Calif.: Salem Press, 1999  (ISBN 9781587650369).
- (en) Milton Meltzer, Hunted Like a Wolf : The Story of the Seminole War, New York, Farrar, Straus and Giroux, 1972 (ISBN 9780374335212).
- (en) John Missall et Mary Lou Missall, The Seminole Wars : America's Longest Indian Conflict, University Press of Florida, 2004 (ISBN 9780813027159).
- (en) Wilfred T. Neill, The story of Florida's Seminole Indians, St. Petersburg, Fla., Great Outdoors, 1964.
- (en) John Titcomb Sprague, The origin, progress, and conclusions of the Florida war, New York: D. Appleton ; Philadelphia : G.S. Appleton, 1848 (OCLC 15322747).
- (en) William Alexander Read, Florida Place-Names of Indian Origin and Seminole Personal Names, Louisiana State University Press, 1934.